# Североморская епархия
Северомо́рская епа́рхия — епархия Русской православной церкви, объединяющая приходы в северной и восточной частях Мурманской области (в границах Печенгского, Терского и большей части Ловозерского районов, а также ЗАТО Александровск, ЗАТО Видяево, ЗАТО Заозёрск, ЗАТО Островной и ЗАТО Североморск). Входит в состав Мурманской митрополии.

## История
Епархия была создана решением Священного Синода Русской православной церкви от 2 октября 2013 года путём выделения из состава Мурманской епархии. Тогда же правящим архиереем епархии был избран клирик Мурманской епархии игумен Митрофан (Баданин). 30 декабря 2013 года состоялось первое Епархиальное собрание, на котором учреждены четыре благочиния и избран Епархиальный совет.

## Архиереи
- Митрофан (Баданин) (24 ноября 2013 — 4 апреля 2019), до 26 февраля 2019 года — временный управляющий.
- Тарасий (Перов) (с 4 апреля 2019)

## Благочиния
По состоянию на октябрь 2022 года епархия разделена на 4 церковных округа:
- Александровское благочиние
- Печенгское благочиние
- Североморское благочиние
- Терское благочиние

## Монастырь
- Свято-Троицкий Трифонов Печенгский монастырь в посёлке Луостари (мужской)